# ラファイエット郡区 (アイオワ州ブレマー郡)
ラファイエット郡区は、アメリカ合衆国、アイオワ州、ブレマー郡にある14の郡区の一つである。2000年の国勢調査で、人口は582人だった。

## 地理
ラファイエット郡区は、78.0平方キロメートル（30.13平方マイル)で、組み込まれた自治体(incorporated settlements)はありません。
アメリカ地質調査所によると、この郡区はAndrewsとSpring Lakeの2つの霊園が含まれる。